# Ceràmica Karatsu

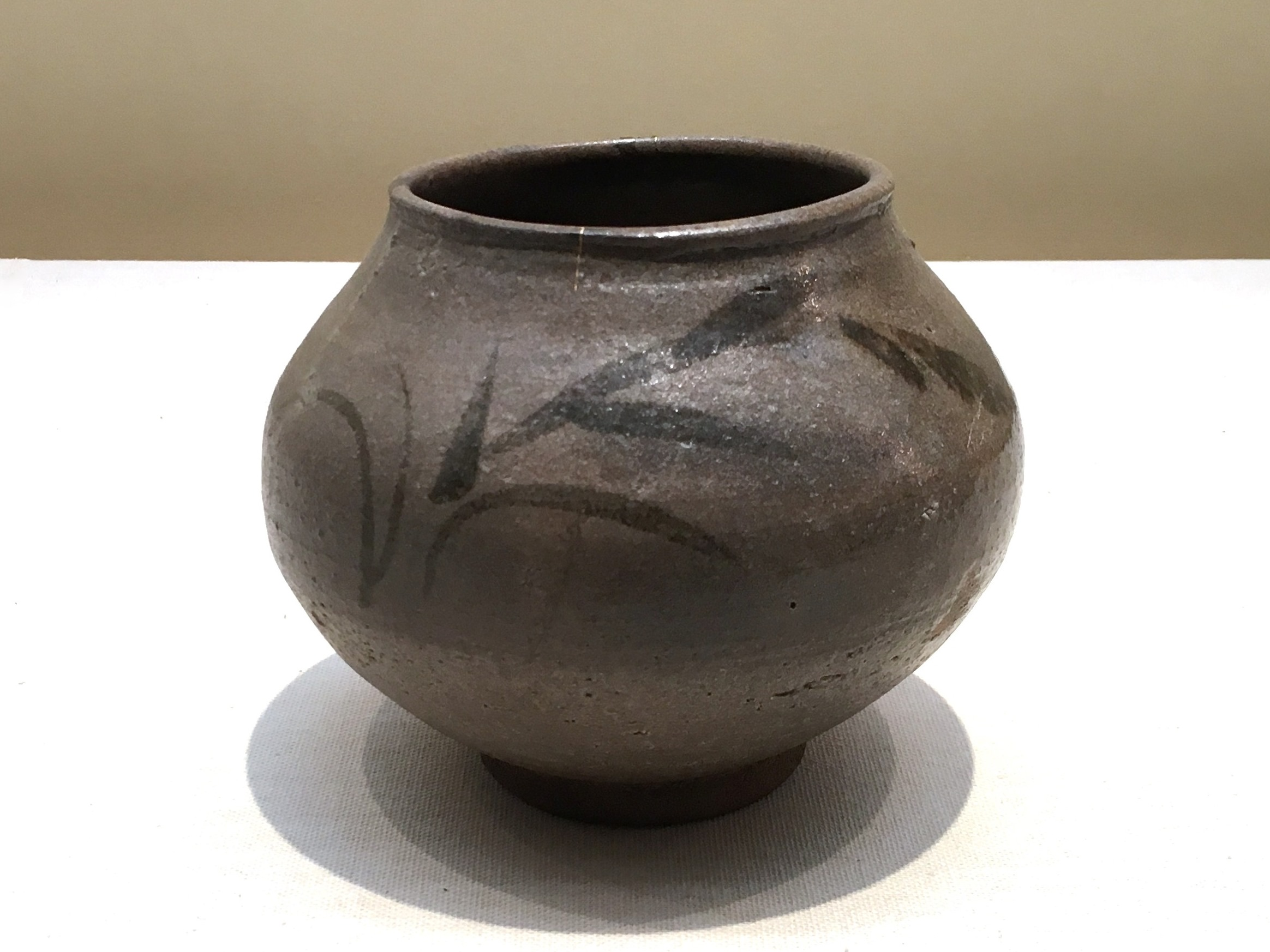
Ceràmica karatsu de l'estil E-karatsu, contenidor d'aigua fresca, decorada amb motius de canya. Període Momoyama, inicis del

Karatsu ware (唐津焼, Karatsu-yaki) és un estil de ceràmica japonesa produïda tradicionalment a la població de Karatsu o als seus voltants, a la Prefectura de Saga.

## Història

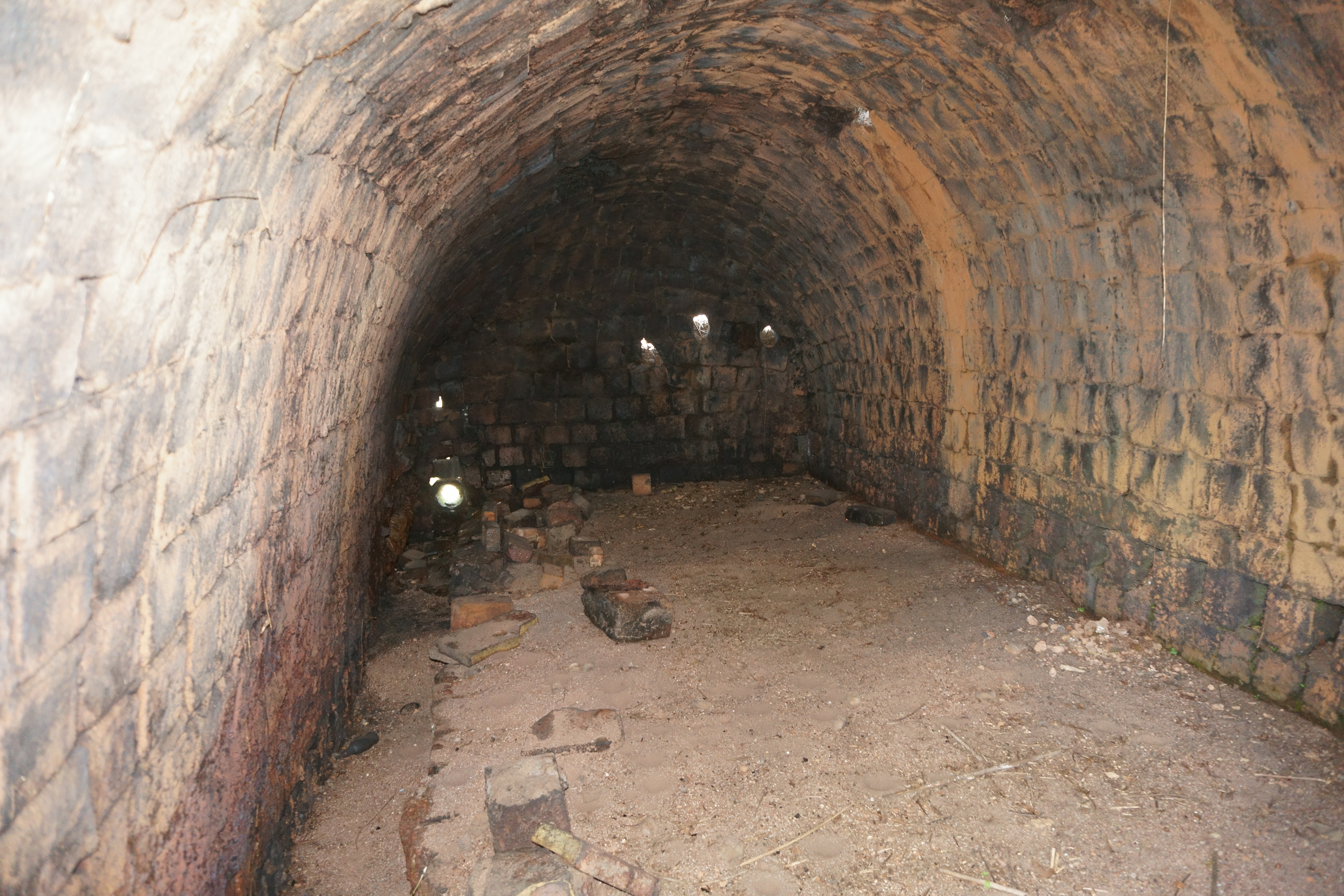
Quarta cambra d'un antic forn Yokomakura ascendent, a Karatsu

Karatsu ha estat un nucli de comerç i intercanvi amb l'estranger des de temps antics, i un centre de producció de terrisa des del període Azuchi-Momoyama. Avui encara hi ha molts forns funcionant així com ruïnes de forns escampades per tota l'àrea de la Prefectura de Saga. El nom d'aquest tipus de ceràmica prové de la població on es produeix.
Es creu que les tècniques utilitzades per a la creació de la ceràmica Karatsu van ser importades de la península coreana durant les invasions japoneses de Corea a finals del segle xvi, encara que algunes teories suggereixen que aquestes tècniques podien haver estat aplicades abans d'aquest període.
Inicialment, la ceràmica Karatsu es fabricava per produir elements d'ús diari com vaixella, càntirs, i altres elements per a la casa. Aquest estil és considerat un bon exemple de l'estètica wabi-sabi, i els bols, plats i altres complements de ceràmica Karatsu s'utilitzen sovint a les cerimònies de te. Amb freqüència, la ceràmica del Japó Occidental s'anomena "ceràmica Karatsu" de forma genèrica a causa de la gran quantitat de producció ceràmica de la regió de Karatsu.
Hi ha un refrany antic molt conegut que diu: "Primer Raku, segon Hagi, tercer Karatsu". Es refereix a les preferències a l'hora de seleccionar la ceràmica per a la cerimònia de te japonesa. És considerat, per tant, un dels estils superiors de ceràmica l'hora d'utilitzar-la en aquestes cerimònies..

## Característiques

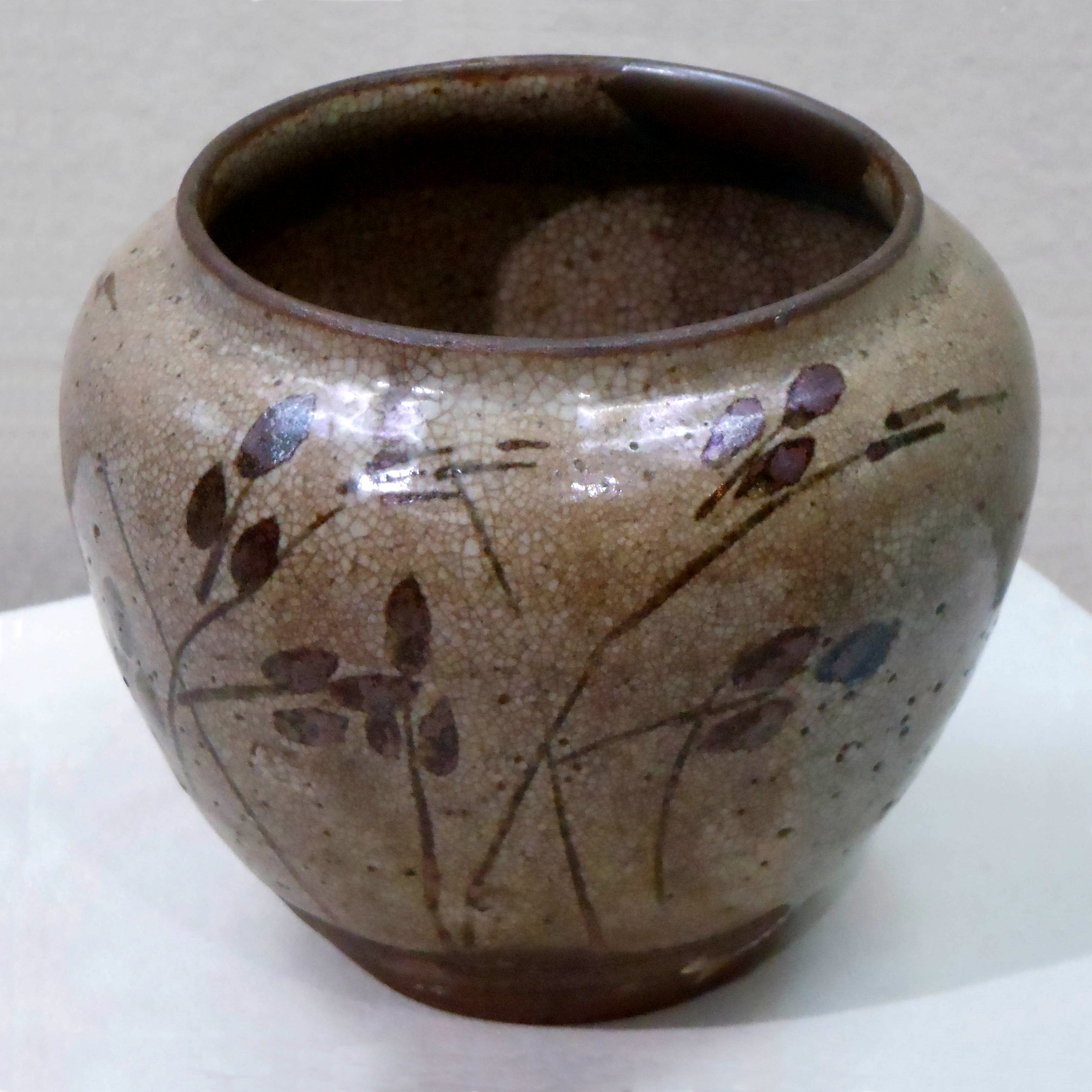
Gerra E-karatsu amb dibuixos de trèvols, gres amb decoració de ferro sota coberta. Període Hizen, Momoyama, 1590-1610

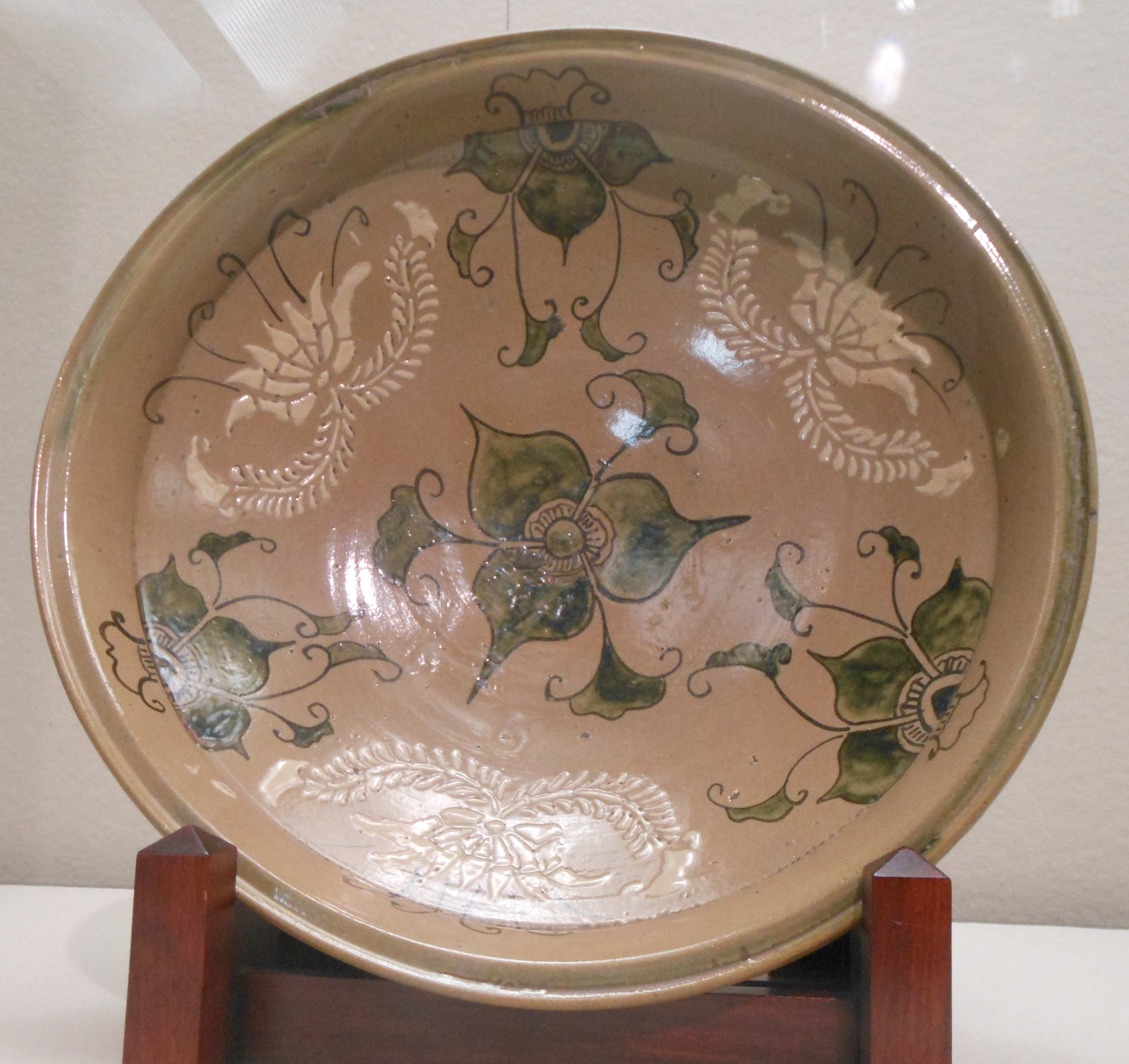
Plata Nisai amb decoració de flors estilitzades fetes amb trepa, esmalt verd de coure. Hizen, període Edo, 1610-1640

Les peces varien depenent de les regions circumdants on es produeixen. Hi ha la ceràmica Takeo Kokaratsu (produïda a la ciutat limítrofa de Takeo), la ceràmica Taku Kokaratsu i la ceràmica Hirado Kokaratsu. Hi ha també les varietats quant a l'estil: la Karatsu pintada, la Karatsu pigallada, i la Karatsu coreana. La ceràmica Karatsu és coneguda per la seva robustesa i pel seu estil senzill; és considerada una artesania tradicional japonesa tradicional.
Cuita en forns ascendents, la ceràmica Karatsu és feta d'una argila amb alt contingut de ferro i podem trobar-la gens decorada o bé decorada amb una sota coberta de ferro, donant un aire terri, senzill i natural a les peces.
Existeix una bona varietat d'estils de ceràmica Karatsu:
- E-Karatsu o Karatsu decorada amb pinzellades: Diverses imatges (flors, plantes, ocells, criatures mitològiques, etc.) són pintades a la peça utilitzant una sota coberta a base de ferro. Posteriorment la peça és cuita amb un esmalt semitransparent gris que permet que es mostri el dibuix. Aquest estil és conegut pel seu color de terra i pel seu disseny senzill.
- Karatsu coreà o Chôsen Karatsu: Aquest estil tradicional va ser introduït per un o més els terrissers que el van portar de la Dinastia Joseon durant les invasions japoneses de Corea. Presenta un esmalt negre aplicat sobre un esmalt blanc que ha estat cuit amb palla. Els dos esmalts es fonen junts conferint a la peça un joc de contraris.
- Karatsu pigat o Madara karatsu
- Karatsu Mishima
- Karatsu Verd
- Karatsu pentinat
- Karatsu de Seto
- Okugôrai
- Karastsu groc
- Karatsu tallat
- Karatsu amb engalba blanca
- Karatsu pell de serp
- Karatsu Nisai

## Galeria

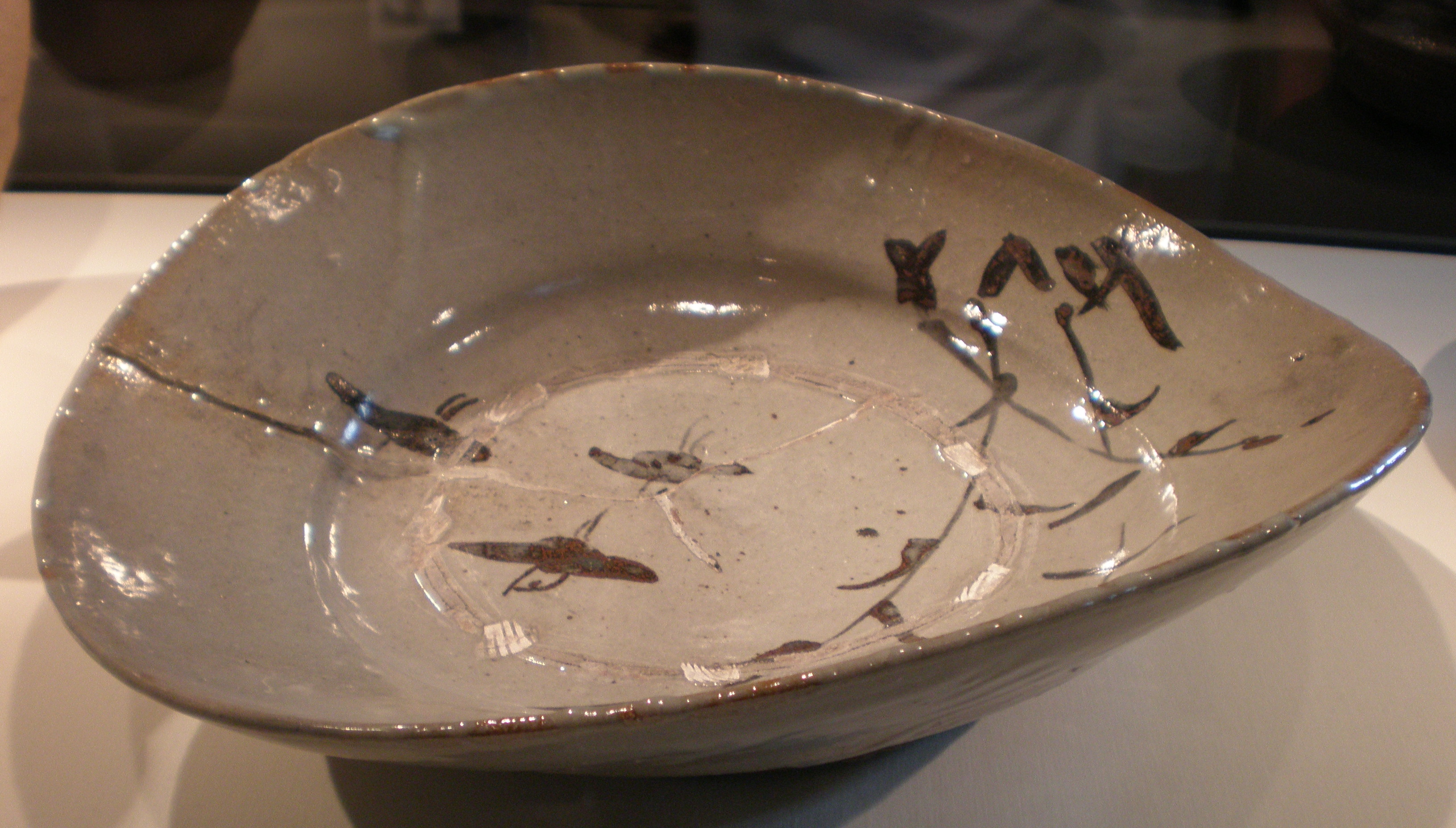
Bol gran amb dibuix de mill i pardals, gres amb decoració de ferro sota coberta, període Momoyama, aprox. 1573-1615
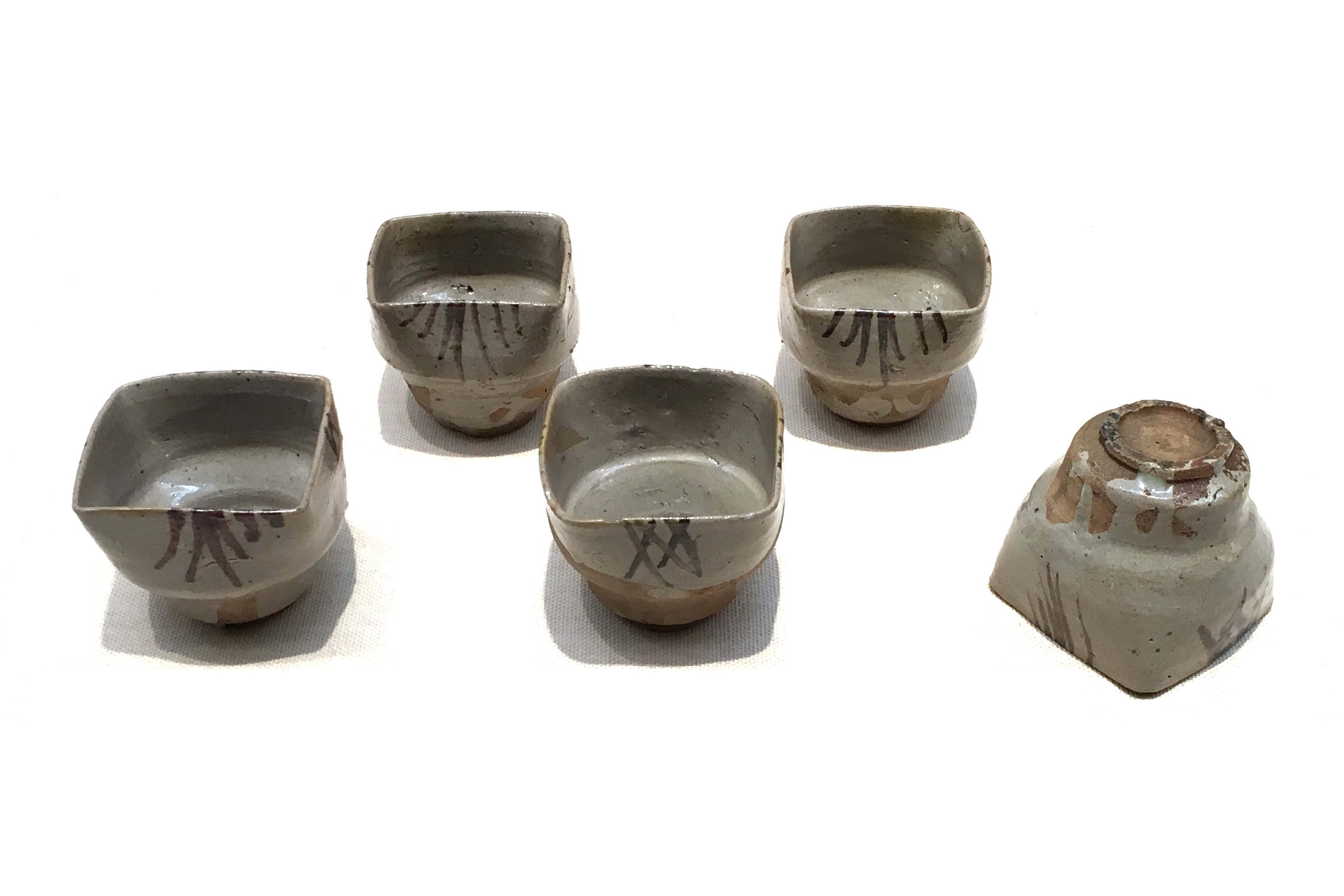
Bols petits, motius herbals. Període Momoyama, segle XVII
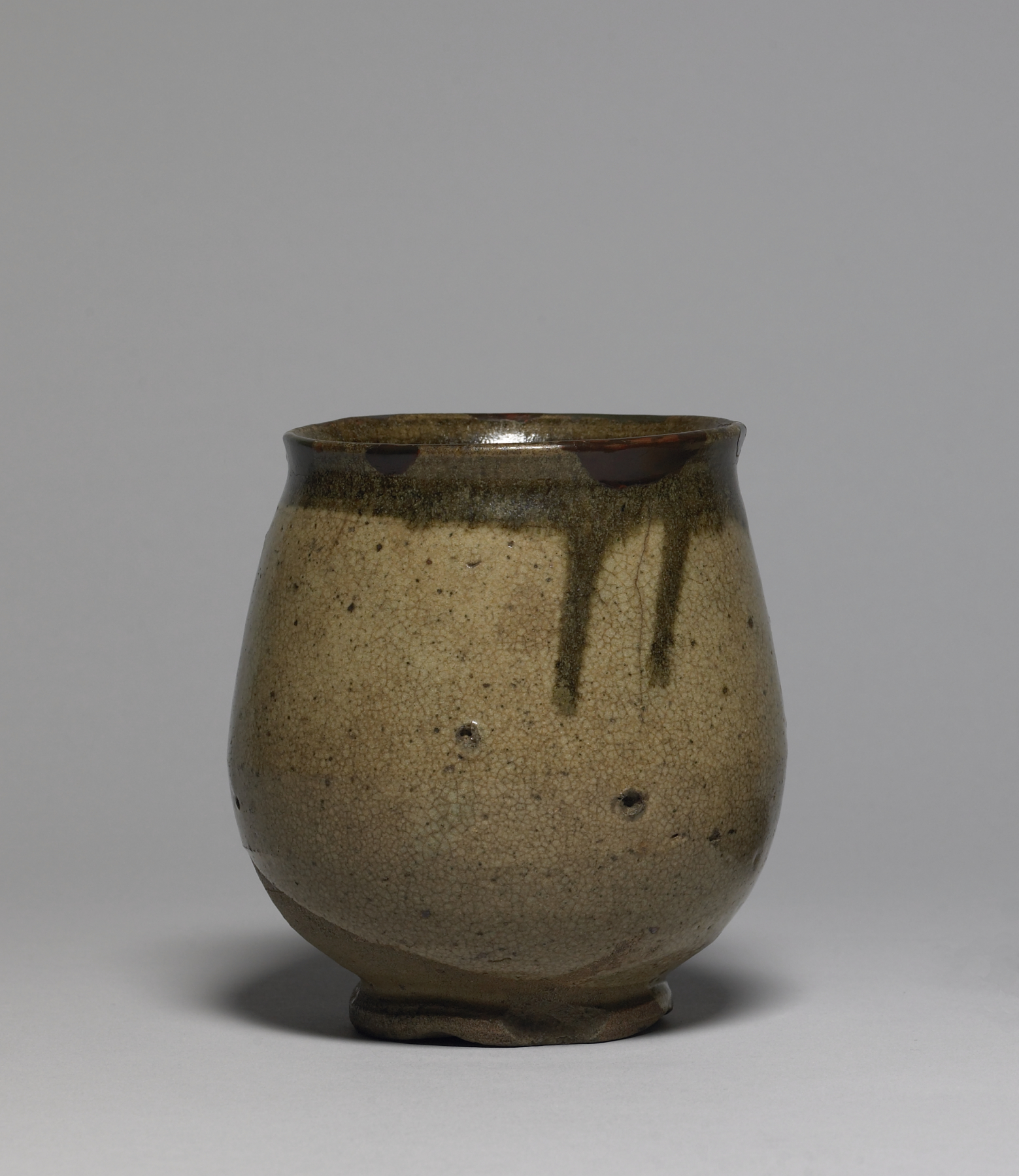
Peça per a la cerimònia del te, gres amb esmalt de cendres, període Edo, principis del s.XIX